# Eduardo Vieira dos Santos
Eduardo Vieira dos Santos (Bom Sucesso, 18 de março de 1965) é um prelado paranaense da Igreja Católica, bispo da Diocese de Ourinhos.

## Biografia
Aos 23 anos, ingressou na Congregação de Santa Cruz, em São Paulo. Em 12 de dezembro de 2000, foi incardinado na arquidiocese de São Paulo e ordenado padre em 15 de dezembro do mesmo ano, pelo arcebispo Dom Cláudio Hummes, O.F.M. É mestre em direito canônico pela Pontifícia Universidade Lateranense de Roma.
Foi nomeado no dia 10 de dezembro de 2014, pelo Papa Francisco, como bispo auxiliar da arquidiocese de São Paulo. Até a data da nomeação, ele ocupava a função de chanceler e cura da Catedral da Sé.
Foi sagrado como bispo-titular de Bladia em 7 de fevereiro de 2014, na Catedral da Sé, pelo cardeal-arcebispo de São Paulo, Dom Odilo Scherer, sendo co-ordenantes Dom Tomé Ferreira da Silva, Bispo de São José do Rio Preto e Dom Edmar Peron, Bispo-auxiliar de São Paulo.
Em 19 de maio de 2021 foi transferido pelo Papa Francisco para a Diocese de Ourinhos. A sua posse da Sé de Ourinhos foi no dia 3 de julho de 2021, iniciando-se às 15:00, na Catedral do Senhor Bom Jesus, em Ourinhos.